# LSC Alecto
Leiderdorpse Sportclub Alecto is een Nederlandse hockeyclub uit Leiderdorp. De Heren 1 en de Dames 1 komen in seizoen 2024/2025 uit in de Eerste klasse. De thuisbasis van de club is Sportpark De Bloemerd in Leiderdorp.

## Geschiedenis
LSC Alecto werd op 2 april 1970 opgericht. De clubnaam is een verwijzing naar de gelijknamige godin uit de Griekse mythologie en betekent vrij vertaald onophoudelijk.
Tot 1976 gebruikte de club velden van andere clubs om te trainen en om wedstrijden op te spelen. Vanaf het seizoen 1976/1977 nam het twee eigen velden in gebruik, hier kwam in 1985 het 1e zandingestrooide kunstgrasveld bij. De velden zijn gelegen op Sportpark De Bloemerd naast die van korfbalvereniging SV Velocitas. Even verderop liggen ook de velden van voetbalclub RCL. In het seizoen 2007/2008 werden twee nieuwe velden in gebruik genomen, een semi-waterveld en een 100% waterveld.
In het seizoen 2024/2025 heeft LSC Alecto 2 watervelden, 2 semi-watervelden en 1/2de zandveld.
Naast jeugd- en seniorenhockey heeft de club ook een LG-hockeyteam en een grote trimhockeyafdeling.

## Studentenhockey
Sinds het seizoen 2009/2010 werkt de club samen met de Leidse studentenvereniging Augustinus. Leden van de hockeysubvereniging van Augustinus zijn tevens lid van Alecto, maar spelen in een eigen tenue in de verenigingskleuren (wit shirt/bordeauxrode broek en kousen) en een aangepaste teamnaam (bijvoorbeeld Alecto H4/Augustinus 1). In seizoen 2023/2024 namen twee herenteams en vijf vrouwenteams deel aan de competitie.
In het seizoen 2024/2025 is de samenwerking met Augustinus naar Roomburg gegaan. Wel spelen er nog 2 dames teams bij Alecto. 

## Resultaten
In 1995 werden de dames kampioen van de Overgangsklasse A en hierdoor promoveerde het damesteam voor het eerst in het bestaan van de club naar de Hoofdklasse. In het team speelde toen onder meer oud-international Sylvia Karres. Doelstelling was in het eerste jaar om zich in de hoofdklasse te handhaven. Daarin slaagde de club met een verdienstelijke 9de plaats in het seizoen 1995/96. Na twee seizoenen degradeerden de dames uit de hoofdklasse. Sindsdien kwamen de dames, uitgezonderd in seizoen 2007/2008, uit in de Overgangsklasse. Aan het eind van seizoen 2013/2014 degradeerden de dames naar de Eerste Klasse. Het jaar daarop degradeerde Alecto D1 naar de Tweede Klasse. Alecto D1 promoveerde echter binnen twee seizoenen twee keer, waardoor de terugkeer in 2017 in de Overgangsklasse een feit was. Sinds 2022 speelt Dames 1 weer in de Eerste klasse.
De heren degradeerden in het seizoen 2013/2014 van de Eerste naar de Tweede Klasse. In het seizoen 2014/2015 werd Alecto H1 vierde, maar door twee fusies mocht Alecto alsnog meedoen in de play-off voor promotie naar de Eerste Klasse. Op zondag 14 juni 2015 won Alecto de minicompetitie tegen Rosmalen, GHBS en Houten. De finale van de play-off volgde één week later tegen Geel-Zwart H1 uit Veghel. Die wedstrijd won Alecto H1 met 7-1, de grootste einduitslag in een promotiefinale ooit, waardoor de terugkeer naar de Eerste Klasse in één seizoen was gerealiseerd. In het seizoen 2017-2018 promoveerde Alecto H1 op het veld van aartsrivaal Roomburg naar de Overgangsklasse. Sinds 2022 speelt Heren 1 weer in de Eerste klasse.
In het seizoen 2024/2025 spelen H1 en D1 in de Eerste klasse

## Rivalen
Over het algemeen zijn er in het hockey een aantal clubs die gezien worden als aartsrivaal van L.S.C. Alecto. De derby in de leidsche regio wordt gevormd door Alecto, LHC Roomburg, LOHC en MHC Forescate. Daarbuiten wordt ook Hockeyclub Alphen uit Alphen aan den Rijn gezien als rivaal.

## Bekende (oud-)leden Alecto
- Jorrit Croon
- Steijn van Heijningen
- Jan van 't Land
- Sylvia Karres
- Jan Jorn van 't Land
- Max Caldas